# Aeroportul Telegraph Creek
Aeroportul Telegraph Creek (IATA: YTX) este un aeroport din Columbia Britanică, Canada.
Situat la o altitudine de 335 m, aeroportul dispune de o singură pistă.